# Bedürfnislosigkeit
Bedürfnislosigkeit entspricht der Einstellung, von Bedürfnissen frei zu sein. Zu diesem ausgeglichenen Zustand ist bislang kein Mensch fähig. Denn nur, wer seine ureigensten Bedürfnisse wie etwa Hunger und Durst stillt, lebt weiter. Der Mensch ist also nicht autark. Somit versteht die Philosophie unter Bedürfnislosigkeit die möglichst niederste Stufe der Bedürftigkeit. Diesen Grad haben Sokrates, die Stoiker und die Kyniker als ethisches Ziel verstanden. Laut Antisthenes ist Bedürfnislosigkeit eine befreiende Tugend.